# Sant'Agnese/Annibaliano

Sant'Agnese/Annibaliano is een metrostation in het stadsdeel municipio III van de Italiaanse hoofdstad Rome. Het station werd geopend op 13 juni 2012 en wordt bediend door lijn B1 van de metro van Rome.

## Geschiedenis
In het metroplan van 1941 was al een metrostation opgenomen bij de Sint-Agnes buiten de muren basiliek(Italiaans: Sant'Agnese). Het geplande tracé van lijn B liep destijds onder de Via Nomentana en het metrostation zou bij het kruispunt met de Viale 21 Aprile komen ten zuiden van de basiliek. Na de Tweede Wereldoorlog werd eerst de metro ruwbouw in centrum afgewerkt en werden de plannen voor de rest van het net gewijzigd. Het deel van lijn B naar het noordoosten werd niet onder de Via Nomentana gelegd maar van Termini naar de Piazza Bologna en daar gesplitst in een noordtak en een oosttak die het gebied bedient dat in het plan uit 1941 door lijn C zou worden doorkruist. De noordtak, waaronder Sant'Agnese/Annibaliano, werd in 2012 onder de lijnaanduiding B1 geopend.

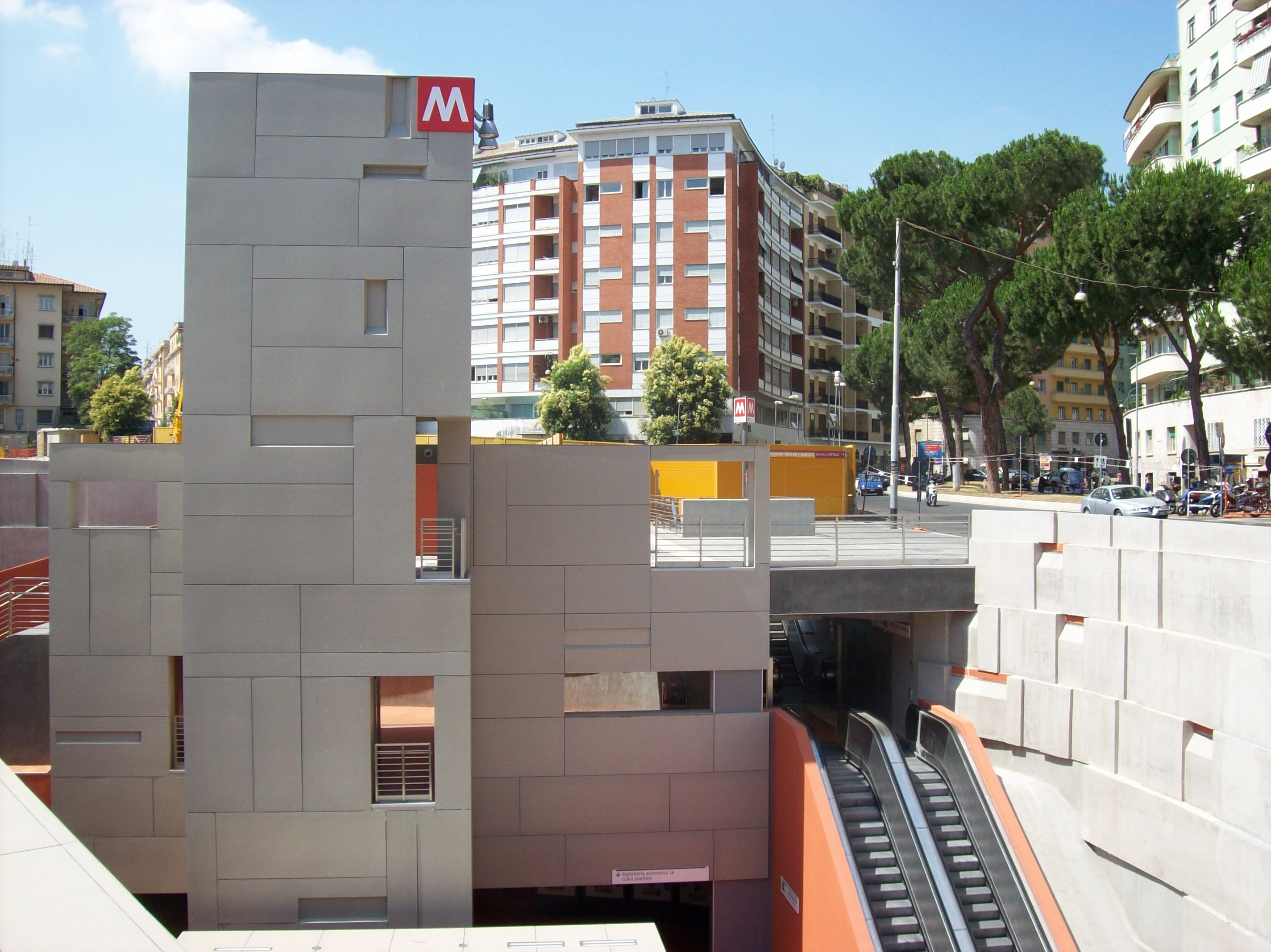
De liftkoker en roltrappen gezien uit het noorden.
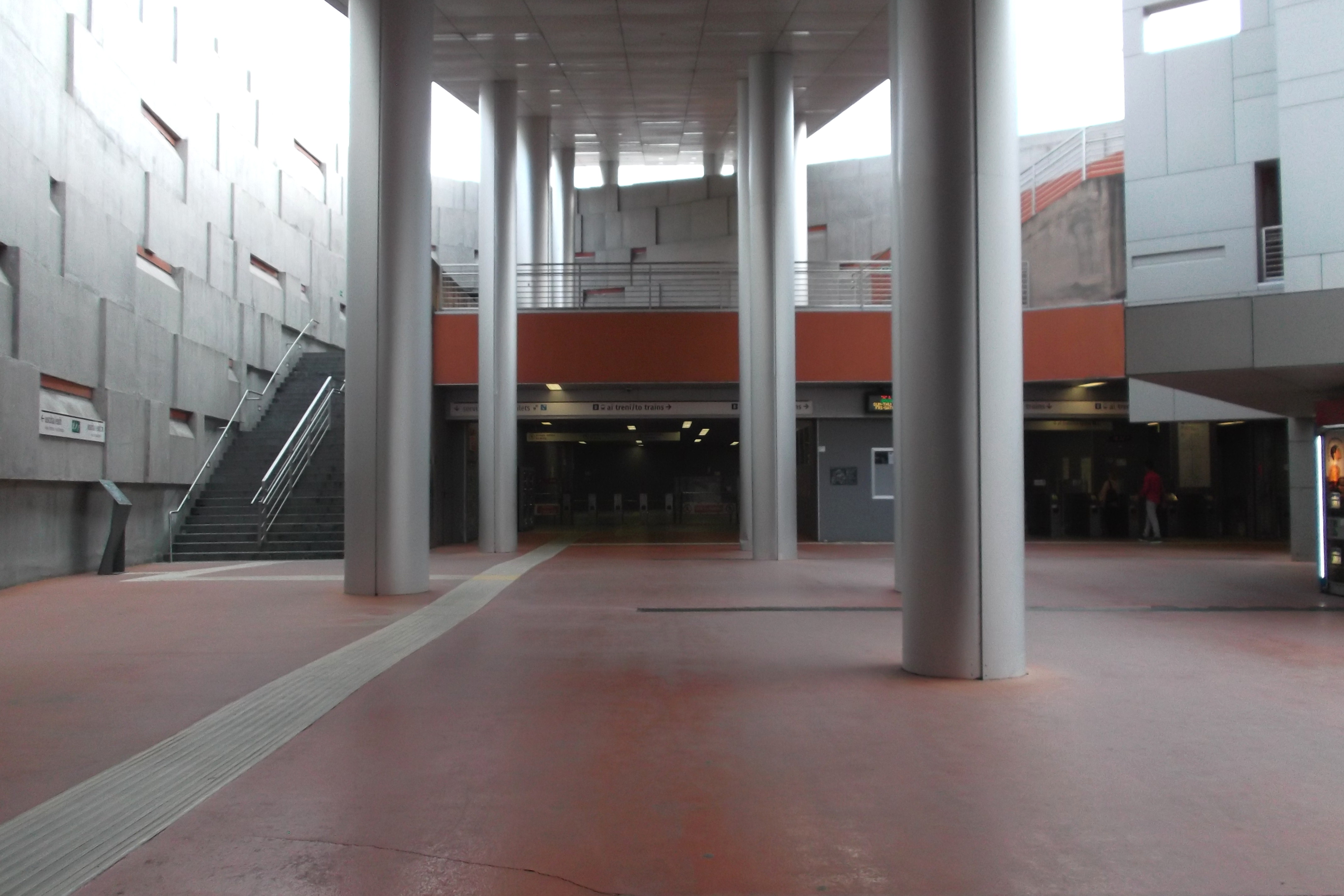
De toegangspoortjes aan de zuidkant van de kuil.
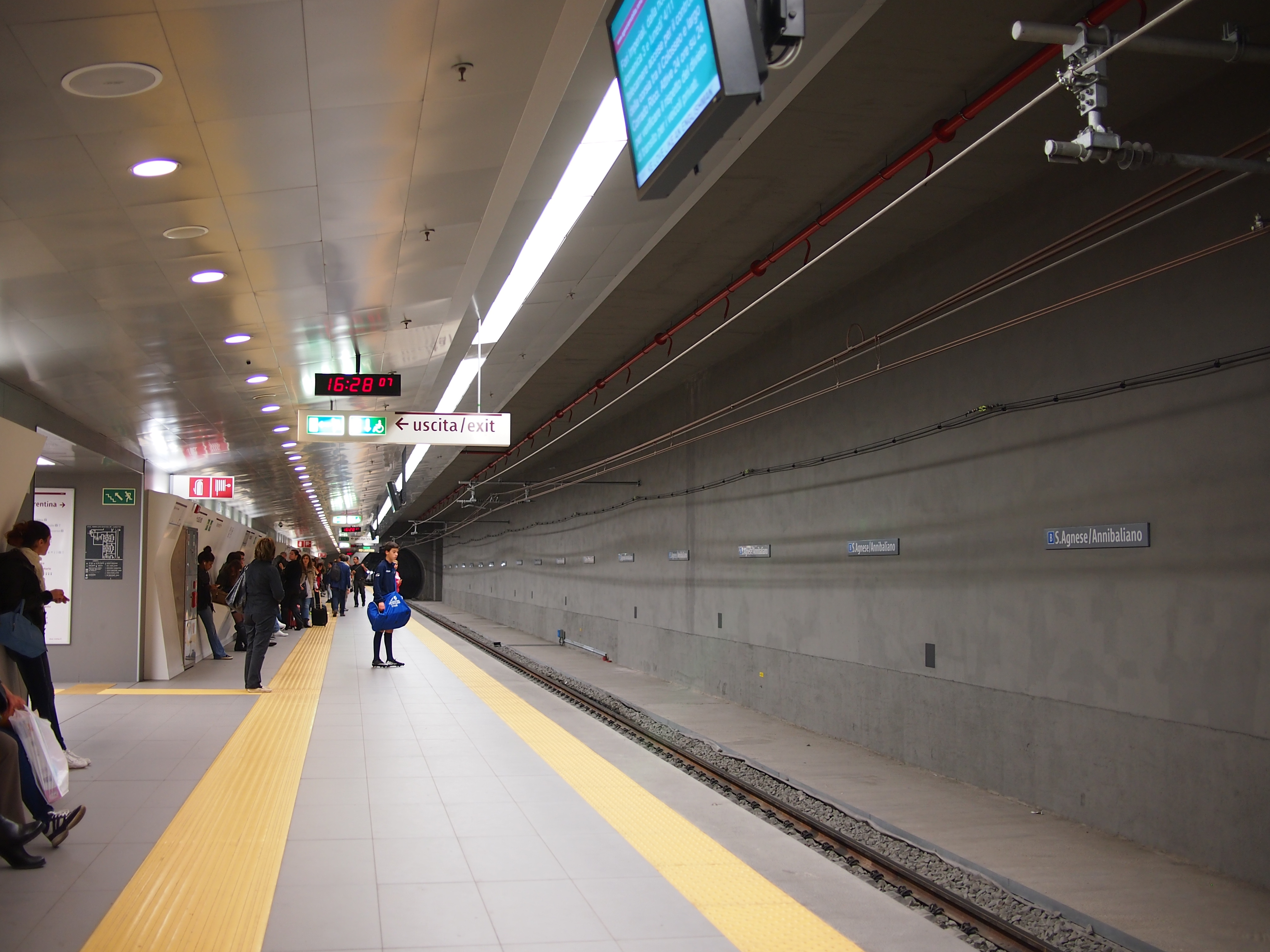
Het perron voor de richting Laurentina, op de achtergrond is de tunnel onder de Viale Eritrea te zien.

## Ligging en inrichting
Het station ligt ten westen van de basiliek aan de zuidrand van de Piazza Annibaliano in de wijk Trieste. De bouw begon in november 2005 en werd eind 2011 voltooid. Behalve het station was ook een ondergrondse parkeergarage onderdeel van het project. Deze parkeergarage was in 2013 gereed maar is nooit in gebruik genomen. De geboorde tunnel ten noorden van het station ligt onder de Viale Eritrea en de Via Libia, ten zuiden van het station wordt de Via Bressanone en de Viale 21 Aprile gevolgd. De toegang tot het station ligt in een kuil die met vaste trappen, liften en roltrappen met de straat verbonden is. De kuil zelf is deels voorzien van een schuin afdak waarmee bovengronds de ligging van de metrotunnel wordt aangegeven. Aan de zuidkant van de kuil bevinden zich de toegangspoortjes. Achter de toegangspoortjes kunnen de reizigers met roltrappen en liften de perrons bereiken.     